# 11934 Lundgren
11934 Lundgren este un asteroid din centura principală de asteroizi.

## Descriere
11934 Lundgren este un asteroid din centura principală de asteroizi. A fost descoperit pe 17 martie 1993 la Observatorul La Silla în cadrul programului UESAC. Asteroidul prezintă o orbită caracterizată de o semiaxă mare de 2,55 ua, o excentricitate de 0,13 și o înclinație de 2,2° în raport cu ecliptica.